# Леопольд I (герцог Австрії)
Леопольд I (нім. Leopold I; 4 серпня 1290, Відень — 28 січня 1326, Страсбург) — герцог Австрії та Штирії з 1 травня 1308 (правив спільно з братами). З династії Габсбургів.

## Коротка біографія
Леопольд I був третім сином короля Німеччини Альбрехта I та Єлизавети Горицької, дочки Мейнхарда II, герцога Каринтії. Після смерті батька Леопольд I разом зі своїм старшим братом Фрідріхом III успадкував Австрійське герцогство. На початку правління Леопольд I зіткнувся з повстанням австрійського дворянства проти влади Габсбургів. Придушивши виступ, Леопольд I був змушений дещо пом'якшити політику централізації свого батька.
У 1314 року почалась тривала боротьба Фрідріха III й Людвіга IV Баварського за імператорський престол. Леопольд виступив на боці свого брата. Одночасно почався виступ швейцарських кантонів Урі, Швіц та Унтервальден проти Габсбургів. Леопольд I зібрав велику армію (від 3000 до 5000 воїнів, за різними оцінками) й вирушив на швейцарців. Однак 15 листопада 1315 року в битві під Моргартеном австрійські війська були вщент розбиті швейцарськими ополченцями. Перший союз швейцарських кантонів отримав самостійність.
У подальшому Леопольд I брав активну участь у боротьбі за владу у Німеччині, а після полону Фрідріха III у 1322 році очолив сили німецьких князів, невдоволених правлінням імператора Людвіга IV. Йому вдалось укласти союз з Угорщиною та Чехією й змусити імператора звільнити Фрідріха. Що правда, незабаром той добровільно повернувся до ув'язнення, оскільки не зміг переконати Леопольда I припинити війну з Людвігом IV. Помер Леопольд I у 1326 році.

## Родина
- Дружина: (1315) Катерина Савойська (1284—1336), донька Амадея V, графа Савої.

Діти: 
- - Катерина (1320—1349), в шлюбі (1337) з Ангерраном VI де Кусі, другим шлюбом (1348) з Конрадом, бургграфом Магдебурзьким,
  - Агнеса (1321—1392), в шлюбі (1338) з Болко II, князем Швидницьким.

| Попередник Альбрехт I |  | Герцог Австрії 1308—1326 Співправитель: Фрідріх I |  | Наступник Фрідріх I |

| Попередник Альбрехт I |  | Герцог Штирії 1308—1326 Співправитель: Фрідріх I |  | Наступник Фрідріх I |